# Helianthemum cinereum subsp. rotundifolium
Helianthemum cinereum subsp. rotundifolium é uma subespécie de planta com flor pertencente à família Cistaceae. 
A autoridade científica da subespécie é (Dunal) Greuter & Burdet, tendo sido publicada em Willdenowia 11: 275. 1981.

## Portugal
Trata-se de uma subespécie presente no território português, nomeadamente em Portugal Continental.
Em termos de naturalidade é nativa da região atrás indicada.

## Protecção
Não se encontra protegida por legislação portuguesa ou da Comunidade Europeia.